# Filimanus
Filimanus – rodzaj ryb z rodziny wiciakowatych (Polynemidae).

## Klasyfikacja
Gatunki zaliczane do tego rodzaju:
- Filimanus heptadactyla
- Filimanus hexanema
- Filimanus perplexa
- Filimanus sealei
- Filimanus similis
- Filimanus xanthonema